# Carl Ludwig August von Hohenthal
Carl Ludwig August Freiherr von Hohenthal, seit 1790 Graf von Hohenthal (* 9. April 1769 in Merseburg; † 27. März 1826) war ein sächsischer Amtshauptmann und Besitzer mehrerer Rittergüter.
Er war der älteste Sohn von Johann Jacob Freiherr von Hohenthal (1740–1802) und Johanna Christiane Luise von Wuthenau (1744–1815). 1800 heiratete er Ehrengarde Friederike Wilhelmine von Krosigk (* 30. Dezember 1781 in Schloss Hohenerxleben; † 8. April 1849 in Leipzig), eine Tochter des Rittergutbesitzers Gebhard Anton von Krosigk. Mit ihr hatte er vier Kinder:
- Klara (1801–1850), verheiratet 1830 mit Graf Emanuel Gotthard Schaffgotsch gen. Semperfrei von und zu Kynast und Greiffenstein (1802–1878)
- Karl Friedrich Anton (1803–1852), verheiratet 1829 mit Gräfin Walpurgis Schaffgotsch, gen. Semperfrei von und zu Kynast und Greiffenstein (1810–1836) und nach ihrem Tod erneut 1838 mit Emilie Gräfin Neidhardt von Gneisenau (1809–1855)
- Isidora (1805–1849), verheiratet 1824 Carl Adam Traugott von Wuthenau, Herr auf Hohenthurm mit Rosenfeld, Herr auf Glesien und Kölsa (1791–1862)
- Karl Adolf (1811–1875), verheiratet 1851 mit Karoline von Berlepsch, Gräfin von Bergen (1820–1877)

Nach dem Tod des Vaters übernahm er zunächst gemeinsam mit seinem jüngeren Bruder dessen Besitzungen und einigte sich dann auf eine Teilung der Güter. So kam er u. a. in Besitz des Rittergutes Dölkau.